# Beate Zschäpe
Beate Zschäpe (Jena, Alemanya, 2 de gener de 1975) nom de soltera Beate Apel; àlies: Susann Dienelt, Mandy Pohl, Bärbel Bucilowski) és una activista d'extrema dreta alemanya i fundadora del grup terrorista Nationalsozialistischen Untergrunds (NSU).